# 114094 Irvpatterson
114094 Irvpatterson è un asteroide della fascia principale. Scoperto nel 2002, presenta un'orbita caratterizzata da un semiasse maggiore pari a 3,1718257 UA e da un'eccentricità di 0,0716237, inclinata di 8,44344° rispetto all'eclittica.